# Jestřebí (hrad)
Jestřebí je zřícenina skalního hradu v obci Jestřebí v Libereckém kraji, ležící 9 km jihovýchodně od okresního města Česká Lípa a 6 km severozápadně od města Doksy, v nadmořské výšce 259 metrů.. Byl založen Berky z Dubé koncem 14. století a postupně zchátral. Zřícenina je chráněna od roku 1958 jako kulturní památka České republiky pod číslem 35083/5-3021.

## Historie

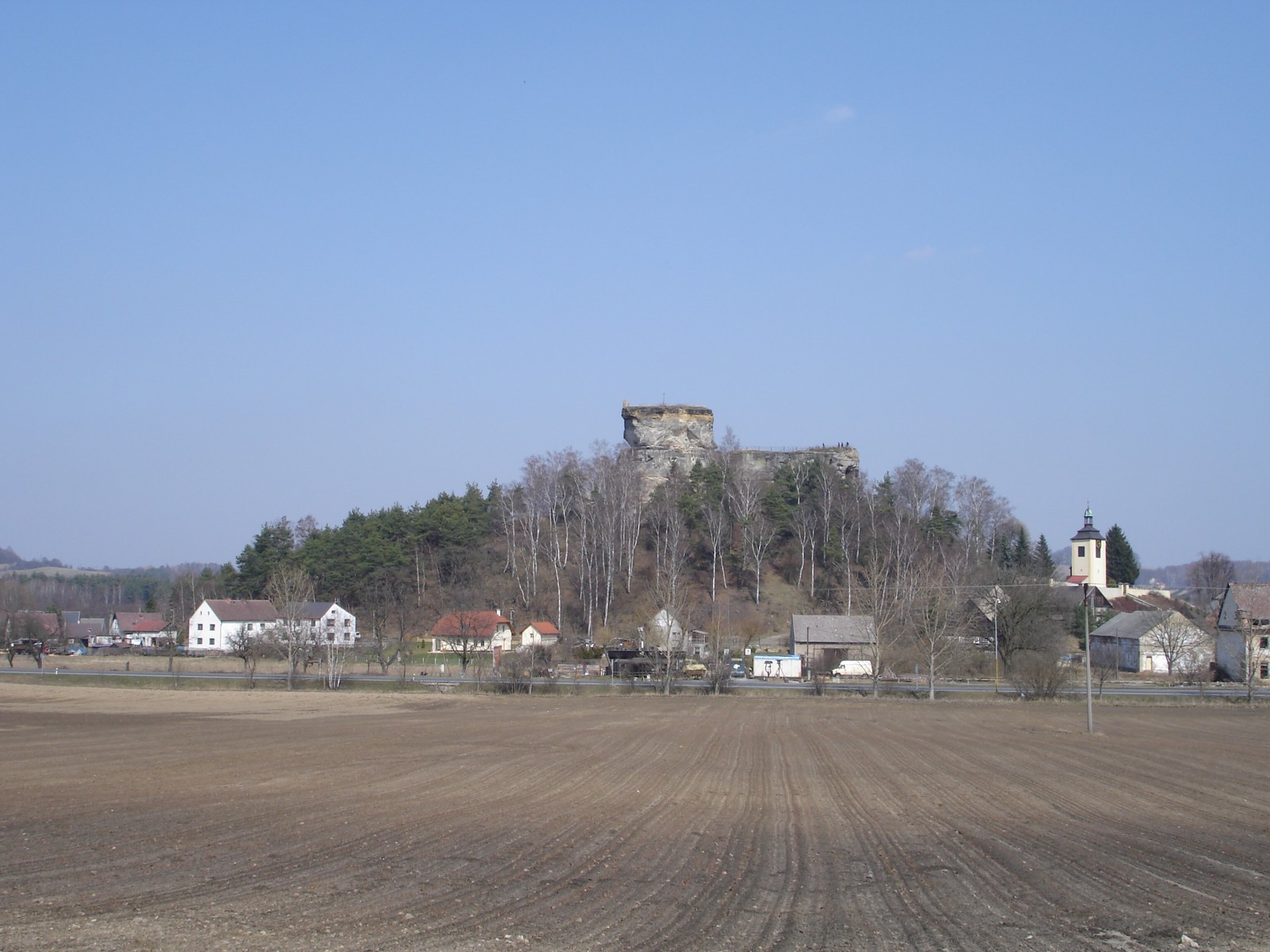
Pohled na obec Jestřebí se skalním hradem

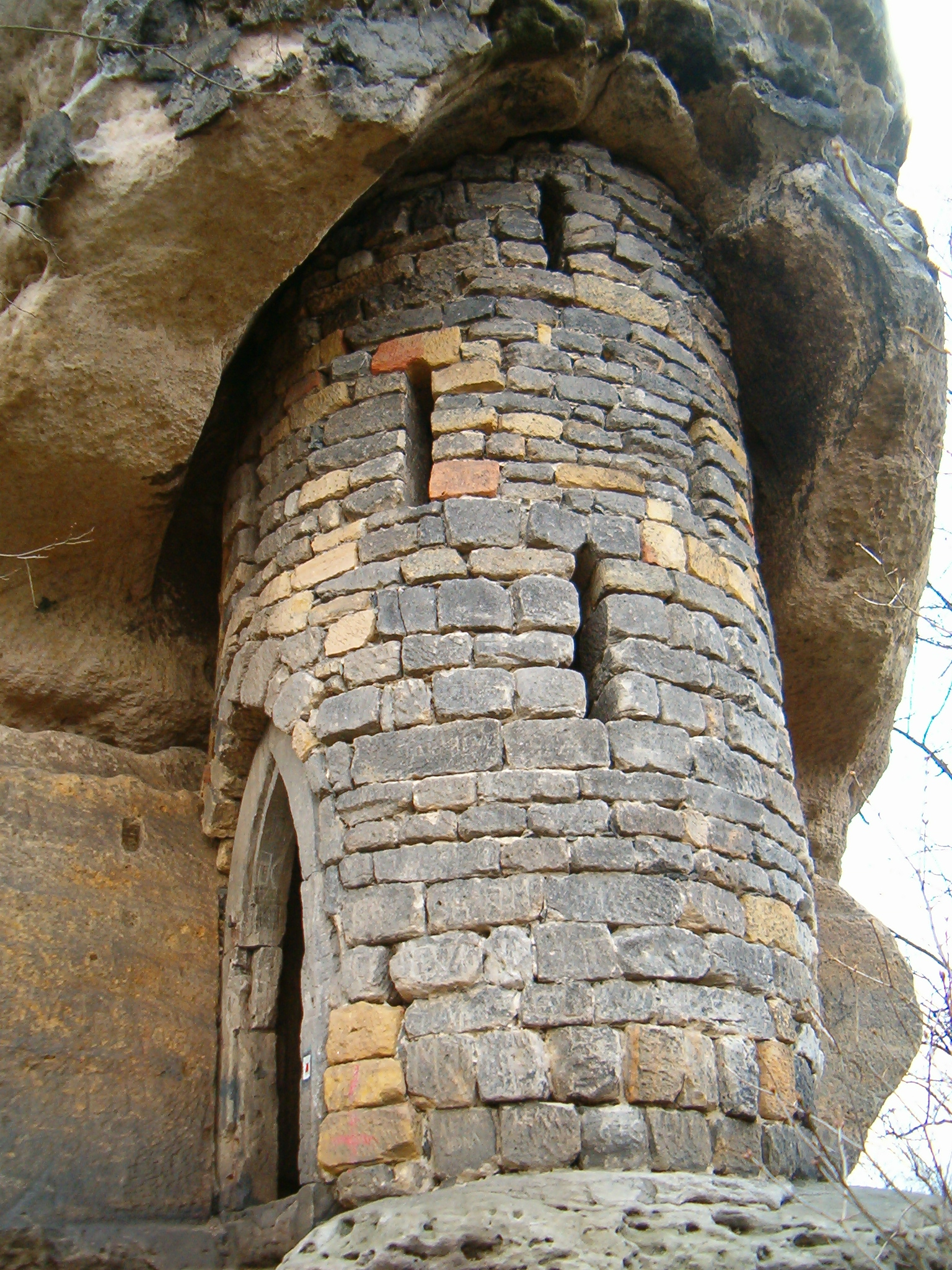
Vstup na schodiště hradu

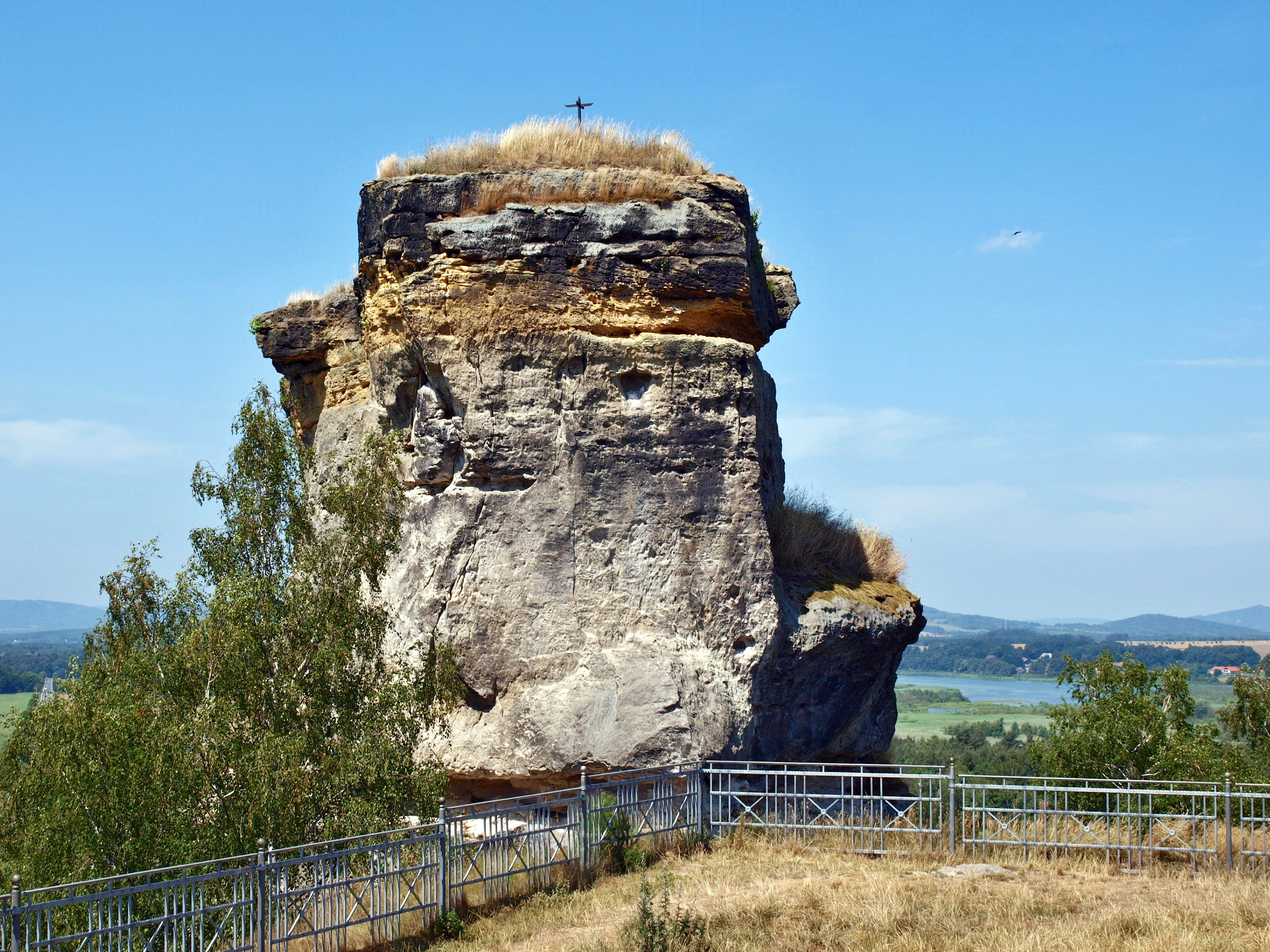
Vrcholek hradu na skalní plosině

Hrad byl postaven kolem roku 1400 u obce, která je zmiňována roku 1295 jako majetek Jindřicha z Dubé a Jestřebí. I počátkem 15. století zdejší krajinu vlastnili Berkové z Dubé. Roku 1426 byl hrad dobyt spolu s nedalekou Českou Lípou husity. Ti jej svěřili do péče svému hejtmanovi Jindřichovi Hlaváčovi z Dubé, po husitských válkách zde byl Čeněk z Dubé, který se shoně s Vartenberky a Mikešem Pancířem ze Sloupu podnikal loupežné výpravy do Lužice. Lužice výpady oplatila trestnou výpravou do Čech. Čeněk před nimi hrad rychle prodal Janu Smiřickému, veliteli litoměřické posádky. Ten byl sice později za zradu krále popraven, ale zdejší panství si jeho potomci udrželi dalších 40 let. V roce 1491 hrad koupil a připojil ke svému sousednímu panství Kryštof z rodu Vartenberků. O padesát let později, přesně roku 1547 byl označován jako pustý.
Během 18. století zdivo začali rozebírat vesničané a pak došlo k odpadávání narušených skalních bloků.. Je záznam z roku 1825, kdy musely být kvůli padajícím skalám odstraněny z podhradí tři domky. Také v druhé polovině 19. století bylo zaznamenáno několik zřícených skal a přístup byl popisován jako životu nebezpečný. Kolem roku 1830 byly provedeny úpravy romantické stavby.

## Další informace
Zřícenina hradu se tyčí v dominantní poloze na skalním suku nad obcí. Je dobře viditelný od křižovatky silnice mezi Prahou a Zákupy, Českou Lípou a Doksy. Jedná se o částečně do skály vysekaný hrad vyhledávaný hojně turisty. Pro pěší sem vede červená turistická cesta od České Lípy. Nejbližší železniční zastávka je v obci Provodín 2 km daleko. Nejpozoruhodnějším zbytkem hradu je v pískovci vytesaná prostora s významnými relikty šlapacího kola rumpálu. Pozoruhodná je rovněž absence klasických hradeb. Vrchol skalního bloku byl opatřen přímo cimbuřím. Vstup na hrad je volný a dobře od obce vyznačený. Převýšení až na horní plošinu je 60 metrů a cestou nutno zdolat 77 schodů. V podhradí je dostatek parkovacích míst.
Na hradě byl i básník Karel Hynek Mácha.
Zatímco ves pod hradem se dříve nazývala Krušina, hrad měl německé pojmenování Habichstein, tedy v českém překladu Jestřábí kámen.

## Hrad podléhá zkáze
Rozpadání skalního podloží pokračovalo po celé 20. století. Jako příčina je uváděna nevhodná činnost lidí, zejména těžba pískovce a také prorůstání puklin náletovými dřevinami. Lze očekávat, že proces rozpadu bude pokračovat.
Ve čtvrtek 1. října 2009 se zřítila další část hradu a ten byl následně pro veřejnost uzavřen. Hrad byl ale po půl roce opět zpřístupněn veřejnosti.
V následujících letech proběhla ostrá diskuse, týkající se vhodnosti zabezpečení památky pomocí bariér a ocelových sítí. Konečný verdikt vyslovila až tzv. památková rada Národního památkového ústavu, jejíž členové v roce 2012 posoudili situaci přímo na místě a připustili možnost vybudování bariér.

## Odkazy

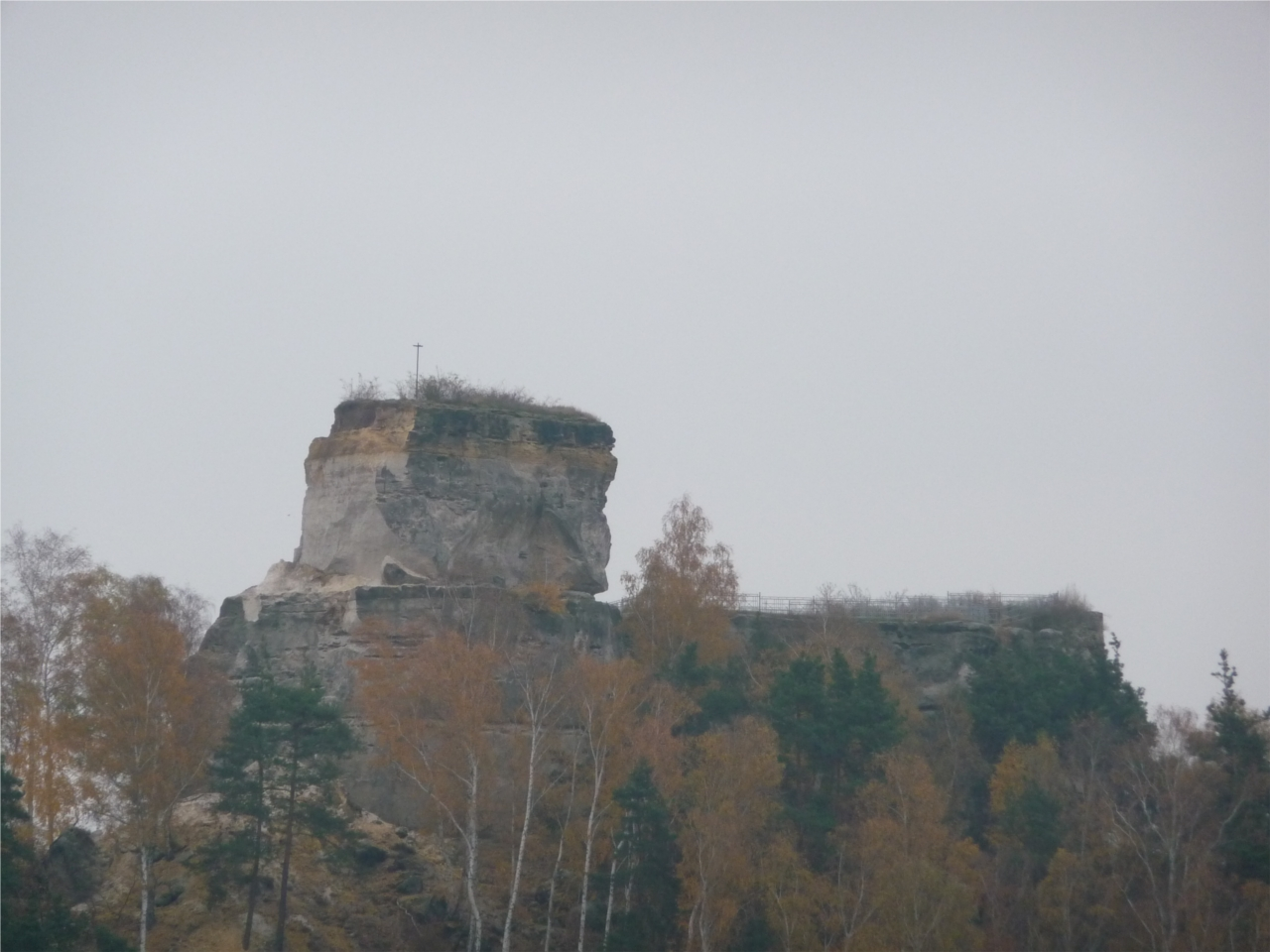
Hrad Jestřebí po zřícení části skalního masivu.